# Замок Свины
Замок Свины (пол. Zamek Świny, нем. Schweinhausburg) — сперва оборонительный, а с начала XVII века жилой замок в селе Свины в Нижнесилезском воеводстве в Польше, находящийся на Качавском Предгорье в Судетах, недалеко от города Болькува.
Является одним из старейших замков на туристическом Пути Пястовских Замков. По легенде, замок соединен подземным переходом с замком в Болькуве, расположенным за несколько километров от него.

## История

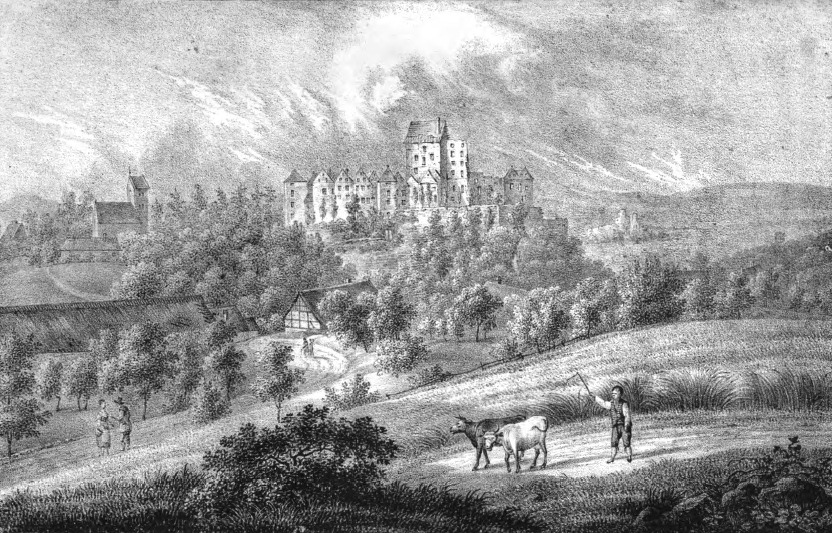
Руины замка около 1825 года

Замок построен из коричнево-красного конгломерата на замковом холме, сформированного из кварцевого порфира и порфирового туфа.
Впервые замок был упомянут в летописи Козьмы Пражского в 1108 году под названием «Zvini in Polonia». Позже в документе папы Адриана IV он упоминает каштелянский замок «Zpini». В 1244 году упоминается «Якса каштелян Svyn». Фактически замок считается самым древним частным замком на территории современной Польши.
Согласно существующим документам, в XIII веке владельцами замка были: Тадер в 1230 году, Якса в 1242 году, Петр из Свин в 1248 году. В 70-х годах XIII века по решению Болеслава I Сурового замок Свины потерял статус каштелянии, которая была перенесена в более нового Болькува. Бывший княжеский замок вероятно, перешел еще в 1272 году во владение рыцарей, так как в документе Болеслава II Рогатки того же года, он уже упоминается как собственность Яна де Свина (Jan de Swin). В 1313 году в свите Бернарда Свидницкого был Петр де Свине (Piotr de Svyne). Замок был передан рыцарскому роду Свинков (нем. Von Schweinichen), которая жила здесь вплоть до XVIII века. В 1323 году владельцем замка был Генрих де Свин. В середине XIV века на месте деревянных укреплений род Свинков возвел четырехэтажную жилищно-оборонительную башню из бута с очень массивными 2,5-метровыми стенами и оборонительные стены вокруг замка. Башня (размерами 12х18 метров) имела подземелья и была покрыта двускатной крышей. Сегодня в ее стене сохранился готический входной портал.
В середине XV века Гунцель фон Швайнихен пристроил к башне двухэтажный жилой дом и новые укрепления вокруг. Последняя и наиболее значительная перестройка замка была осуществлена в 1614—1660 годах Иоганном Сигизмундом фон Швайнихеном, который придал семейной резиденции ренессансный облик. Благодаря контактам с мистиками, алхимиками и розенкрейцерами Иоганн Сигизмунд основал в Свинах теософский кружок и собрал мистическо-теософическую библиотеку. В 1624 году в замке находился мистик Якоб Бёме, который написал здесь «Послание к жаждущей и голодной душе». Вместе с ним в замке собирались и другие мистики, среди которых были Ангелус Силезиус и Абрахам фон Франкенберг.
С северо-запада к замку был пристроен прямоугольный дворец. Замок был окружен укреплениями, приспособленными к использованию огнестрельного оружия, состоявших из новых оборонительных стен, а также бастеей и малого бастиона. Въезд в замок осуществлялся через подъемный мост. Фортикациями была укреплена также территория подзамка, о чем свидетельствуют остатки треугольного земляного бастиона на юго-востоке от замка.
После смерти в 1702 году Георга Эрнеста фон Швайнихена, из младшей ветви рода фон Швайнихенов, которые проживали в Свинах, в 1713 году замок перешел к зятю покойного, Себастиану Генриху фон Швейницу. В 1762 году Свины, которые не пострадали ни во время гуситских войн, ни во время Тридцатилетней войны, были разграблены русскими войсками во время Семилетней войны. Вследствие опустошения фон Швайницы выставили замок на торги и в 1769 году продали его прусскому государственному министру Иоганну Генриху графу фон Хуршвандту. Однако замок остался необитаемым и дальше продолжал разрушаться. Вдова министра, передала Свины свой дочери от второго брака, Терезе фон Шлабрендорф, после которой замок перешел в наследство к ее потомкам, австрийским графам фон Хойос Шпринценштайнам и оставался в их собственности вплоть до 1941 года, когда они были вынуждены продать замок государству. Вермахт устроил в замке склад запчастей к самолетам.
Наибольший урон замку, после опустошения в 1762 году, нанесли ураганы в 1840 (сорвана крыша с башни), 1848 (обрушение вершины башни) и 1868 годах. Наконец, пожар в 1876 году полностью уничтожил внутреннюю часть замка. Попытки укрепления разрушенного здания были осуществлены в 1931 году. В 1936—1937 годах башню накрыли крышей. Однако дальнейшие работы начались только через 30 лет.

## Современное состояние
С 1991 года замок снова находится в частной собственности. 5 июля 2008 года, при участии населения и власти гмины и города Болькува, состоялось торжественное празднование 900-летия замка и деревни Свины. Рядом с руинами замка был установлен памятный знак.

## Галерея

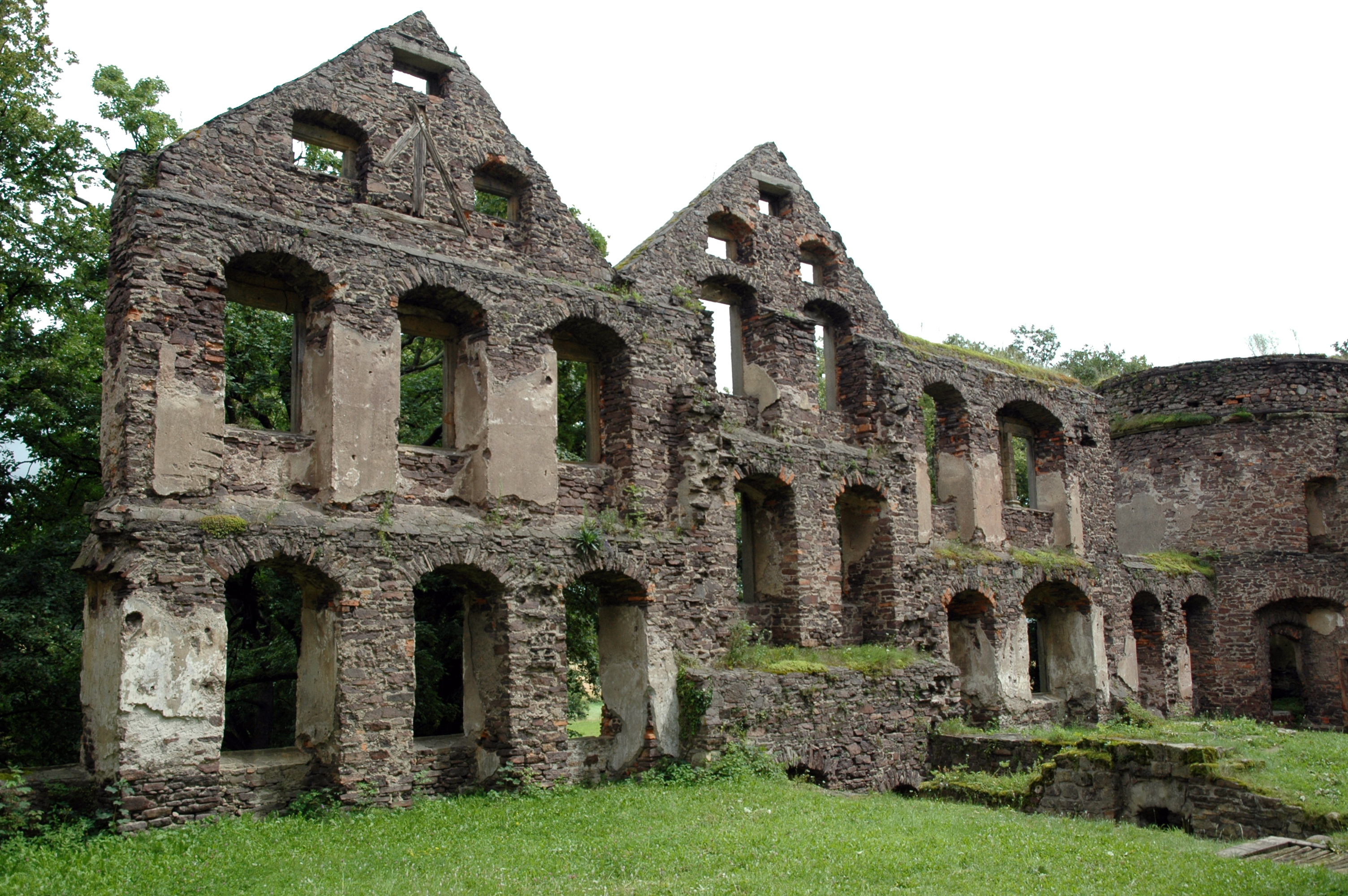
Фрагмент разрушенного замка
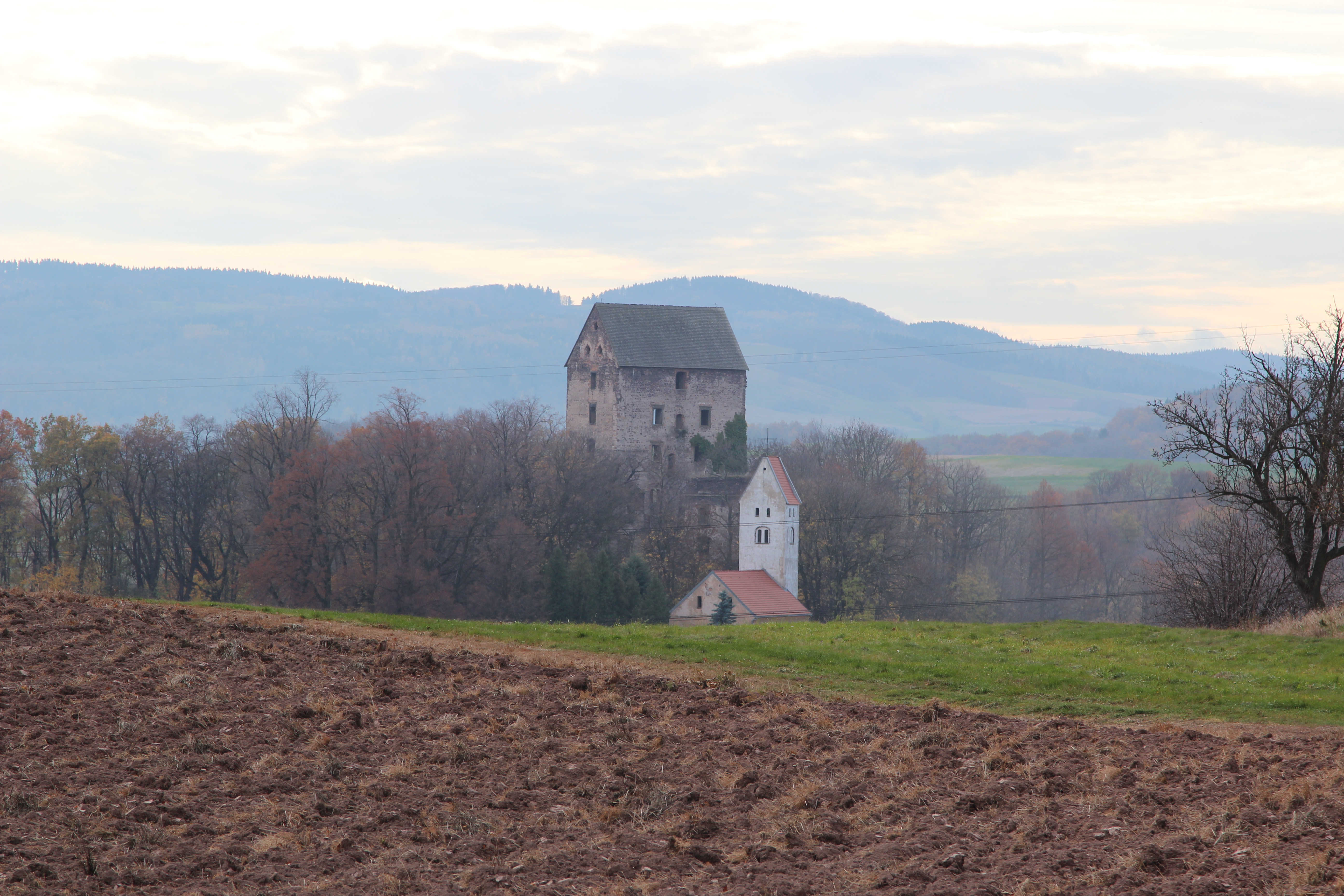
Панорама замка и соседнего костела
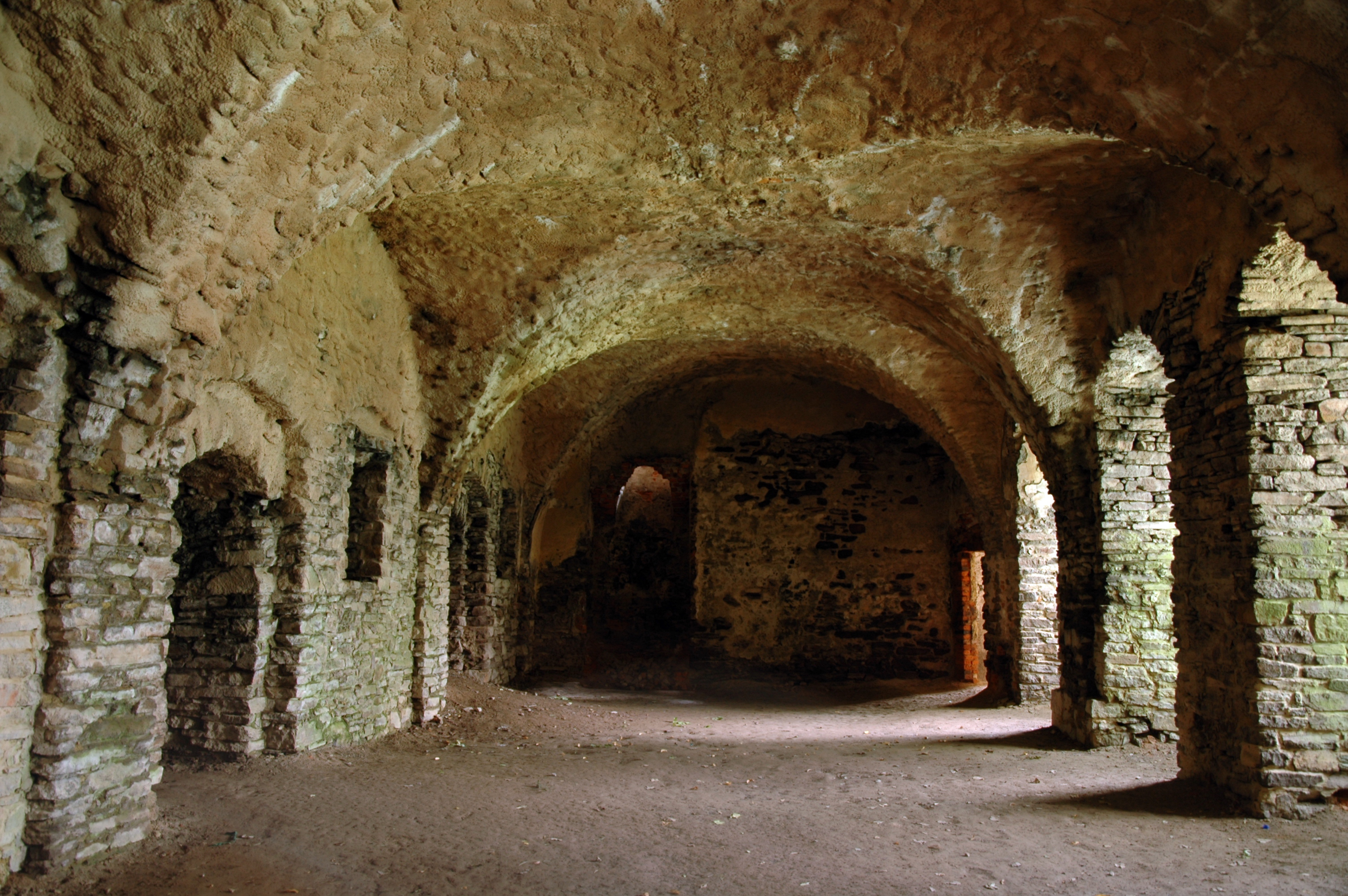
Галерея под замком